# نادي الزمالك (الإمارات)
نادي الزمالك لكرة القدم نادي كرة قدم إماراتي من أندية المحترفين. يقع مقره في جبل علي. تأسس النادي عام 2021 وينافس في دوري الدرجة الثانية الإماراتي و هو النادي الشقيق لنادي الزمالك المصري.

## مشوار الفريق
بدأ الفريق في دوري الدرجة الثالثة الإماراتي في موسم 2021-2022 و شارك معهم لاعب نادي الزمالك السابق أحمد جعفر و لم يشارك الفريق في البطولة في الموسم التالي.